# Sounds That Can't Be Made
Sounds That Can't Be Made je sedmnácté studiové album britské progresivní rockové skupiny Marillion. Album vznikalo v The Racket Clubu v Buckinghamshire a v Real World Studios v letech 2011–2012. Producenty alba byla skupina Marillion spolu s Mikem Hunterem. Album vyšlo 17. září 2012 u vydavatelství Ear Music.

## Seznam skladeb
| Pořadí         | Název                     | Délka |
| -------------- | ------------------------- | ----- |
| 1.             | Gaza                      | 17:31 |
| 2.             | Sounds That Can't Be Made | 7:16  |
| 3.             | Pour My Love              | 6:02  |
| 4.             | Power                     | 6:07  |
| 5.             | Montréal                  | 14:04 |
| 6.             | Invisible Ink             | 5:47  |
| 7.             | Lucky Man                 | 6:58  |
| 8.             | The Sky Above the Rain    | 10:34 |
| Celková délka: | Celková délka:            | 74:19 |

## Obsazení
- Steve Hogarth – zpěv, klávesy
- Mark Kelly – klávesy, doprovodný zpěv
- Ian Mosley – bicí, doprovodný zpěv
- Steve Rothery – kytara, doprovodný zpěv
- Pete Trewavas – baskytara, kytara, doprovodný zpěv